# Gölen (Adelövs socken, Småland)
Gölen är en sjö i Tranås kommun i Småland och ingår i Motala ströms huvudavrinningsområde.